# Colijnsplaat
Colijnsplaat (51° 36′ N, 3° 51′ L) é uma cidade dos Países Baixos, na província de Zelândia. Colijnsplaat pertence ao município de Noord-Beveland, e está situada a 32 km, a nordeste de Middelburg.
Em 2001, a cidade de Colijnsplaat tinha 1272 habitantes. A área urbana da cidade é de 0.38 km², e tem 698 residências. 
A área de Colijnsplaat, que também inclui as partes periféricas da cidade, bem como a zona rural circundante, tem uma população estimada em 1540 habitantes.